# New York Café
New York Café est une sitcom américaine créée par Diane English, diffusée sur CBS entre le 21 septembre 1992 et le 18 août 1995.

## Distribution

### Acteurs principaux
- Susan Dey : Wallis Porter
- Jay Thomas : Jack Stein
- Joanna Gleason : Nadine Berkus
- Joel Murray : Ray Litvak
- Suzie Plakson : Meg Tynan
- Michael Nouri : Kip Zakaris
- Charles Robinson : Abe Johnson
- Annie Potts : Dana Palladino

### Acteur récurrents
- John Hancock : Ike Johnson
- Adam Goldberg : Candy Counter Kid
- Michael Su : Henry

### Acteurs invités
- Hal Landon Jr. : Maître d'[pas clair]
- James Keane (en) : le mari
- Shashawnee Hall : Hard Hat
- Eileen Heckart : Rose Stein
- Ann Cusack : Katherine
- Allan Kolman : le conducteur de taxi
- Kevin Cooney : Andrew Barton
- Richard Burgi : Nick
- Bibi Osterwald : la femme de l'anniversaire
- Jerry Seinfeld : lui-même
- Larry David : lui-même
- Loretta Devine : Donna
- Dan Castellaneta : Chuck Doppler
- Nicky Katt : Clerk
- Robert Curtis Brown : Yuppie Man
- Dayton Callie : Hard Hat
- Carolyn Seymour : la propriétaire de la galerie
- Jack Kruschen : Maury
- Debra Mooney : une vendeuse
- Phil Leeds : Al
- Andy Berman : un agent de sécurité
- Jester Hairston : Joe
- Wayne Tippit : Bub Kellogg
- Peter Tolan : le pianiste
- Eric Lloyd : Johnny
- Wendie Malick : Dr Kelly
- Tracey Ullman : Dava Levine
- Patrick Warburton : Duane
- Doug Hutchison : Arthur Berkus
- Rebecca Staab : la femme mystère
- Patrick Fischler : le livreur
- Dakin Matthews : Fletch Porter
- Peter Bonerz : Charles Berkus
- Whitman Mayo : Gus
- Pat Crawford Brown : Mme Kittock
- Angela Paton : infirmière Doris
- Elmarie Wendel
- Penny Fuller : Bitsy Porter
- Monty Hall : lui-même
- Nikki Tyler : une prostituée
- Diana Frank : une touriste allemande
- Jean Sincere : une nonne
- Brian Doyle-Murray : Fred
- Chris Sarandon : Daniel
- Vernee Watson-Johnson : la réceptionniste
- Liz Vassey : Stephanie
- Corbin Bernsen : Neil Garner
- Molly Hagan : Monica Stevens
- Richard Benjamin : Charles Berkus
- Richard Schiff : Lester Michaels
- Joel McKinnon Miller : Burt
- Christina Pickles : Mme Tynan
- Randee Heller : Marjorie
- Veanne Cox : Ellen
- Stephen J. Cannell : lui-même
- Ben Stein : Dr Herbert Baxter
- Jon Cypher : Anthony
- Don Lake : le juge de la paix
- Beverly Archer : une technicienne
- Robert David Hall : Doug
- Tom Mardirosian : un marchand
- Kathleen Noone : Mme Carlisle
- Alan King : Dante Palladino
- Susan Beaubian : une journaliste
- Gary Owens : un présentateur
- Gretchen Wyler : Margot
- Marv Albert : lui-même
- Jack Ong : un serveur
- Joey Lauren Adams : Vicky
- Paul Feig : Sean
- Art LaFleur : Joey G.
- Melinda McGraw : Colleen
- Robert Clohessy : Sam Biondi
- Brian Markinson : Tommy
- Sid Caesar : M. Stein
- Louie Anderson : James
- Stephen Lee : Agent Taylor
- Victor Raider-Wexler : Dr Ryan
- Paul Eiding : un avocat
- Aaron Lustig : l'agent de Kip
- Terry Camilleri : un joueur de poker
- Randy Graff : Barb

## Production

### Fiche technique
- Titre original : Love & War
- Création : Diane English
- Réalisation : Robert Berlinger, Michael Lembeck, Peter Bonerz, Lee Shallat Chemel, Jay Sandrich, Charles Robinson et Joanna Gleason
- Scénario : Diane English, Shannon Gaughan, Matt Goldman, Marc Flanagan, Stephen Nathan, Elaine Pope, Ian Praiser, Rob Greenberg, Emily Levine, Janet Leahy, Robert Rabinowitz, Steve Skrovan, Lisa A. Bannick et Wil Calhoun
- Montage : Kenny Tintorri, Bill Lowe, Robert Souders et Peter Chakos
- Musique : Jonathan Tunick
- Casting : Andrea Cohen et Molly Lopata
- Production : Shannon Gaughan, Matt Goldman et Emily Levine
  - Production déléguée : Diane English et Joel Shukovsky
  - Coproduction : Stephen Nathan et Elaine Pope
  - Supervision de la production : Marc Flanagan et Janet Leahy
  - Production associée : Augustine Melendez
  - Production codéléguée : Ian Praiser
- Société de production : Shukovsky English Entertainment
- Société de distribution : CBS
- Pays d'origine :  États-Unis
- Langue originale : anglais
- Format :
- Genre : Sitcom
- Durée : 30 minutes

 Sauf indication contraire, les informations mentionnées dans cette section peuvent être confirmées par la base de données cinématographiques IMDb,  présente dans la section « Liens externes ».

## Épisodes

### Saison 1
1. Pilot
2. Love Is Hell
3. Step 2
4. Check, Please
5. Waiting For Henry
6. What Are You Wearing?
7. Voyage of the Damned
8. Bustiers and Body Points
9. Monday, Monday
10. For John
11. The Doppler Effect
12. Not Tonight, Honey
13. A Christmas Kvell
14. The Prima Dava
15. PMS, I Love You
16. Whitewhashed
17. Two on the Aisle
18. Tattoo You
19. Valentine's Day
20. The Big Lie
21. Friends and Relations
22. Sick About You
23. Opening Day
24. Croton-On-Hudson

### Saison 2
1. Just in Time
2. All I Really Need Is the Girl
3. But Not for Me
4. It Don't Mean a Thing If It Ain't Got That Swing
5. Nice Work If You Can Get It
6. Stormy Weather
7. They Can't Take That Away from Me
8. I Got Plenty of Nothing
9. I Love a Parade
10. Let's Not Call It Love
11. Something's Gotta Give
12. Slaughter On Tenth Avenue
13. It Ain't Necessarily So
14. I Got A Crush on You
15. A Fine Romance
16. Buddy, Can You Spare a Dime?
17. How High the Moon?
18. You Make Me Feel So Young
19. Bali Ha'i
20. Are the Stars Out Tonight?
21. Slow Boat to China

### Saison 3
1. The Morning After the Night Before
2. A Nation Turns Its Lonely Eyes to You
3. The Squeaky Wheel
4. The Great Escape
5. A New York Yankee in Queen Dana's Court
6. Ten Cents a Dance
7. Jack's Breast
8. Moving In
9. The Luck of the Irish
10. The Bum
11. A Purse, a Date, a Plane
12. At the Pantheon, Part I
13. At the Pantheon, Part II
14. Nadine Sings the Blues
15. Mob Story
16. I Like to Be in America
17. One Strike, You're Out
18. Atlantic City
19. The Proposal
20. Shrunken Heads
21. Tradition
22. Something Old, Something New, Something Borrowed and a Cat